# Тернопільські підземелля
Підземні ходи в Тернополі — штучні тунелі в середмісті м. Тернополя.

## Історія

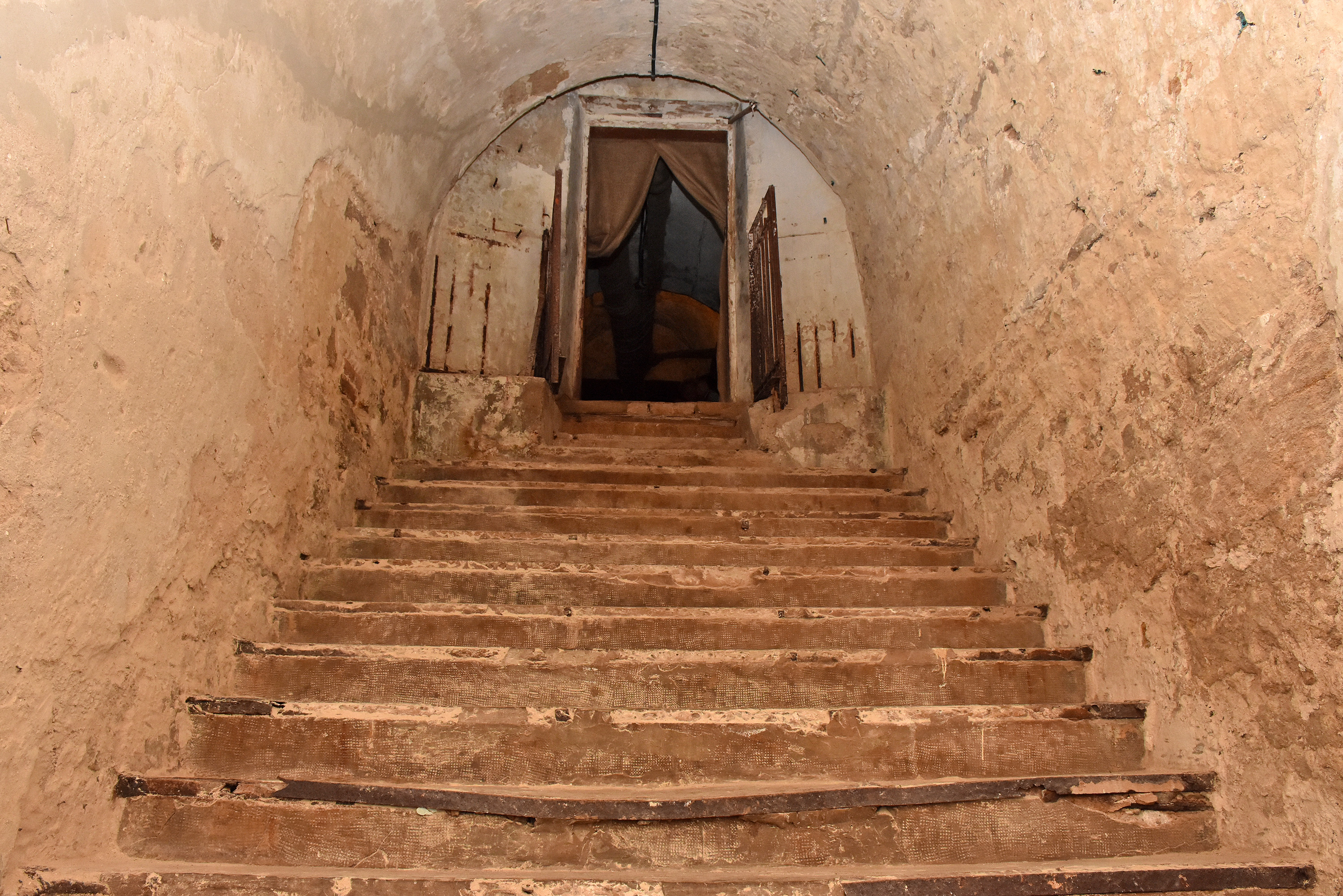
Підземелля Старого замку

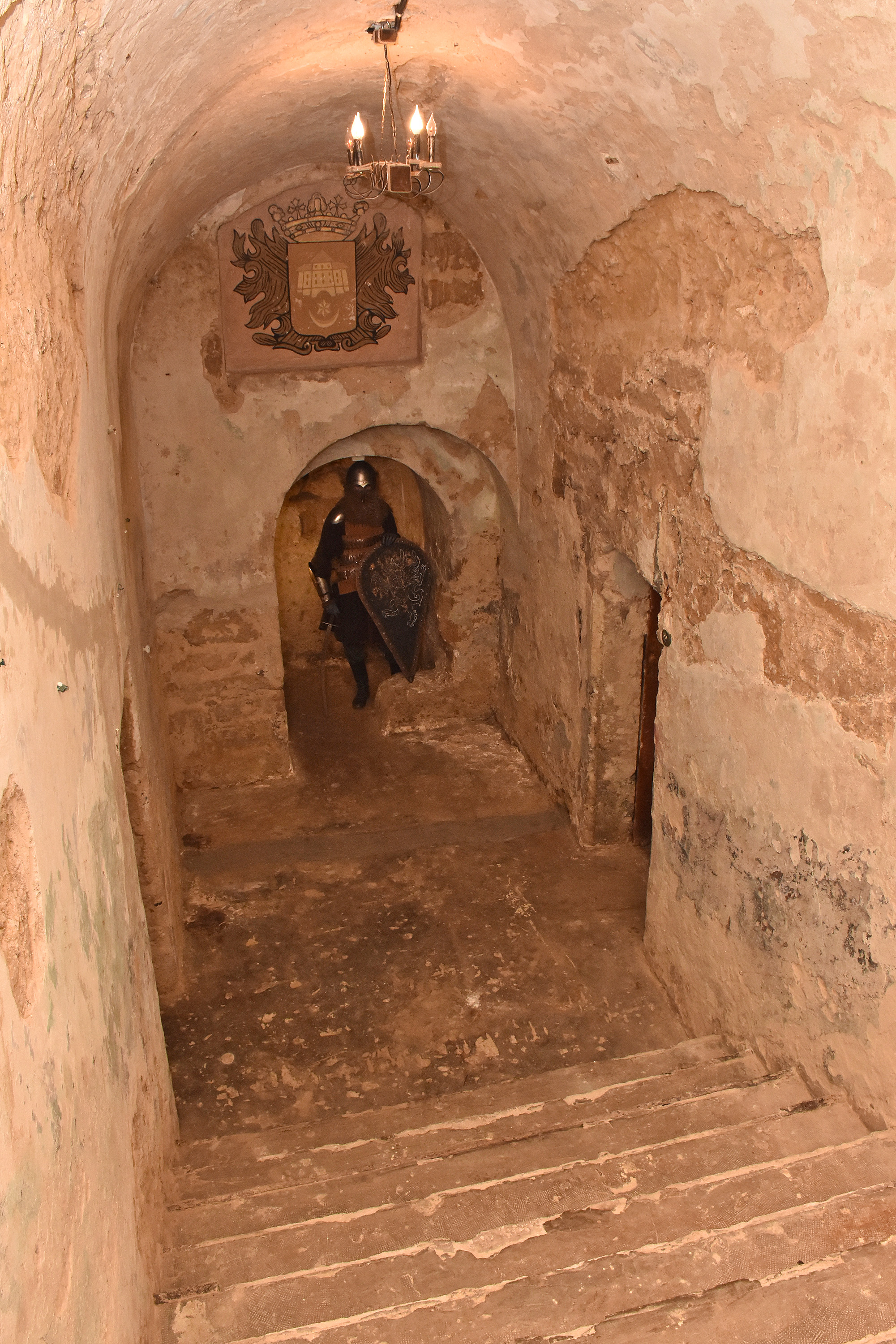
Підземелля Старого замку

Зафіксована низка спогадів людей, які бачили фрагменти підземних ходів і залів, побували в них, але через різні причини (завали, стінні перешкоди, застереження влади, нестачу повітря тощо) не змогли належно їх обстежити.
Про підземелля згадує колишній конструктор Державного інституту проектування Юзеф Зімельс. Він припускає, що під Надставною церквою можуть бути сховані цінні предмети, які були у місті, в тому числі й коштовна Біблія, оздоблену дорогоцінним камінням, яку зберігали в церкві. У повоєнний час будівельники наштовхувалися на підземні лабіринти в місцині під замком, Надставною церквою, Домініканським собором, синагогою та церквою Різдва Христового. - Входи до підземелля просто замурували.

## Дослідження
Дослідження з використанням методу біолокації підтвердили наявність тунелів. У ряді випадків лінії їхнього простягання збігаються з даними будівельників, а також наземними спостереженнями за деформаціями земляної поверхні та будівель, що зводять на стародавніх підземних ходах. Особливо виразна їх наявність між найдавнішими спорудами міста: церквою Воздвиження Чесного Хреста над ставом, церквою Різдва Христового, катедральним собором Непорочного Зачаття Пресвятої Богородиці, замком і на вул. Старий Ринок.
За даними біолокації — ширина кожного з підземних ходів за даними біолокації 2,5-4,5 м. Геофізичні, геологічні та гірничотехнічні дослідження ходів потрібні не лише будівельникам і експлуатаційникам житлового фонду для застереження техногенних катастроф, а й археологам, історикам, комунальникам; могли б стати екскурсійними маршрутами.
У 2016 році тернополянин Андрій Кір зареєстрував на сайті міської ради петицію «Провести дослідження тернопільських підземель та розробити відповідні туристичні маршрути», а для досліджень підземель вирішив створити ініціативну групу.
На День міста 28 серпня 2016 року провели першу екскурсію у підземні ходи під містом — у Старому замку. За словами міського голови Тернополя Сергія Надала влада продовжуватиме проект реставрації підземель, відкриватиме нові маршрути для туристів, щоб вони стали ще однією родзинкою міста. Цим займатиметься комунальне підприємство «Туристично-інформаційний центр», у планах якого облаштування верхніх частин підземель, де колись були темниці, представлення цікавих експозицій.
Останні дослідження підземель георадаром у лютому 2017 виявили церкву Йосифіток під будівлею обласної прокуратури. Планується створити повну модель підземного міста в межах історичної частини Тернополя..